# Eryon
Eryon es un género extinto de crustáceos decápodos de la familia Eryonidae. Fue descrito por Anselme Gaëtan Desmarest en 1817.

## Especies
- Eryon arctiformis
- Eryon barrovensis
- Eryon cuvieri
- Eryon ellipticus
- Eryon neocomiensis
- Eryon perroni
- Eryon sublevis